# Staatsstraße 2376
Die Staatsstraße 2376 ist eine im bayerischen Regierungsbezirk Schwaben verlaufende Trasse; sie verbindet Kempten (Allgäu) mit der Grenze zu Baden-Württemberg, wo sie in die L 319 übergeht. Sie ist ca. 14 Kilometer lang.
Die Straße beginnt in Rothkreuz, einem Stadtteil westlich von Kempten (Allgäu), und führt zunächst einige Kilometer an der Rottach entlang. Sie passiert Ahegg; dort beginnt der Landkreis Oberallgäu und das Gemeindegebiet von Buchenberg, wo sie einige Weiler passiert und anschließend, immer nach Westen führend, das Kürnachtal erreicht. Sie durchquert das Gemeindegebiet von Wiggensbach und Altusried und geht bei Schmidsfelden in die württembergische L 319 über.